# 禅 ZEN
禅 ZEN（ぜん）是2009年1月10日上映的日本电影，导演高橋伴明，主演中村勘太郎。讲述了日本鎌倉時代初期的禅僧道元禅师的生平故事。电影改编自大谷哲夫的小説《永平の風 道元の生涯》。

## 情节简介
名僧道元禪師，八歲時母親就因病離世，並留下「人啊，为何逃脫不了這世上的紛爭、病痛與死亡？願你能找到超脫這些苦痛的道路」這句遺言，也開啟了道元的修道之路。 
長大成人的道元來到當時的中國宋朝取經，無奈發現許多僧人皆勾結官府，荒廢修道，惟在天童山上的高僧如淨禪師仍維持佛門淨土，而道元在如淨門下修行之後某日大徹大悟。 
返回日本之後，道元開始撰寫《普勸坐禪儀》，此舉雖然讓某些不守清規的僧侶反感，但更吸引了許多同伴與他一同鑽研辯道，就連當初引他去到如淨禪師門下的寂元法師也來到日本，一同宏揚如淨禪師的佛學理念，然而卻在當時被視為異端邪說，後來在波多野義重的協助下才逃脫僧兵追捕。 
隱居的道元結識一青樓女子阿琳，並協助她在困境中重新振作精神，不再尋死。雖然道元的佛法理論仍然不被正統派接?，但也逐漸受到越來越多的同好支持，阿琳也從此皈依佛門，其後道元轉入永平寺繼續宣揚佛法，並在此地圓寂。 
中村堪太郎、內田有紀主演，藤原龍也客串演出受心魔所苦的北條時賴。

## 工作人员
- 导演、编剧：高橋伴明（日语：高橋伴明）
- 製作総指揮：大谷哲夫（日语：大谷哲夫）
- 原作：大谷哲夫『永平の風 道元の生涯』(文艺社刊)
- 音楽：宇崎竜童、中西長谷雄
- 撮影：水口智之
- 美術：丸尾知行
- 照明：奥村誠
- 録音：福田伸
- 音響効果：福島行朗
- 剪辑：菊池純一
- 写真：飯田裕子
- 題字：赤松陽構造
- 製作：「禅 ZEN」製作委員会
- 发行商：角川映畫

## 登場人物
- 道元 - 中村勘太郎（日语：中村勘九郎 (6代目)）
- おりん - 内田有紀
- 北条时赖 - 藤原龙也（友情出演）
- 寂圆、源公晓 (分饰) - 鄭龍進
- 俊了 - 高良健吾
- 義介 - 安居剣一郎
- 懐奘 - 村上淳
- 波多野義重 - 勝村政信
- 如浄 - 鄭天庸
- 浙翁 - 西村雅彦
- 公仁 - 菅田俊
- 松蔵 - 哀川翔
- 松下禅尼 - 今本洋子
- 老僧 - 笹野高史
- 伊子 - 高橋惠子